# Nido dell'Aquila (automobilismo)
Con Nido dell'Aquila si intende una gara automobilistica internazionale. È una cronoscalata su terra che ha luogo nel comune di Nocera Umbra dal 1991.

## La gara
Si disputa su un percorso sterrato che da Collecroce di Nocera Umbra, a 901 metri di altitudine, si snoda sulle pendici del Monte Pennino per 9.5 Km. L'arrivo è posto a 1571 metri di altitudine.
Le sue caratteristiche la rendono unica sul territorio europeo: è stata definita "la Pikes Peak Italiana".
Andrea Zanussi, che disputò sia la Pikes Peak in Colorado che il Nido Dell'Aquila disse che non vi erano differenze tra le due competizioni.

## Storia
Davide Gramellini (organizzatore rally Colline di Romagna) dopo tante ricerche trovò il percorso ideale in Umbria per organizzare il "Nido dell' Aquila". Con il supporto della CSAI e di Carlo Cavicchi, allora Direttore del settimanale specializzato Autosprint, si svolse per la prima volta nel 1991 per disputarsi sino al 1995, saltando l'edizione 1994 . La quinta edizione si è svolta nel 2010, dopo 15 anni di assenza. Dopo 3 anni di ulteriore stop, la competizione è ripresa dal 2014 sotto forma di rally.
L'edizione del 1993 ebbe un successo particolare, concretizzato da una affluenza enorme di pubblico, grande riscontro da parte dei mass media e dalla copertina televisiva della Domenica Sportiva.

## Partecipanti
Hanno partecipato al Nido dell'Aquila famosi campioni sportivi e personaggi dello spettacolo quali: Alesi, Makinen, Regazzoni, Biasion, de Martini, Tamburini, Panatta, Tabaton, Aghini, Munari, Macaluso, Pinto, ecc. ed anche lo scrittore Giorgio Faletti.
| anno | Pilota                                 | Macchina                            |
| ---- | -------------------------------------- | ----------------------------------- |
| 1991 | Gustavo Trelles                        | Lancia Delta Proto                  |
| 1992 | Andrea Aghini                          | Lancia Delta HF                     |
| 1993 | Tommi Mäkinen                          | Lancia Delta Proto                  |
| 1995 | Luciano Tamburini                      | Buggy Proto 4x4 (motore Lancia ECV) |
| 2010 | Simone Campedelli - Danilo Fappani     | Mitsubishi Lancer Evo IX Gr.N       |
| 2014 | Mauro Spagolla - Justin Bardini        | Ford Fiesta RS WRC                  |
| 2015 | Luciano Cobbe - Fabio Turco            | Ford Focus RS WRC                   |
| 2016 | Luciano Cobbe - Fabio Turco            | Ford Focus RS WRC                   |
| 2017 | Andrea Dalmazzini - Giacomo Ciucci     | Ford Fiesta R5                      |
| 2018 | Mauro Trentin - Alice De Marco         | Skoda Fabia R5                      |
| 2019 | Stephane Consani - Thibault de la Haye | Skoda Fabia R5                      |